# Saint-Jean-Saint-Gervais
 Saint-Jean-Saint-Gervais  là một xã ở tỉnh Puy-de-Dôme trong vùng Auvergne-Rhône-Alpes, Pháp. Xã này có diện tích 14,39 km², dân số năm 2006 là 92 người. Khu vực này có độ cao từ 455-767 mét trên mực nước biển.